# LaRue County
LaRue County är ett county i delstaten Kentucky, USA. År 2010 hade countyt 14 193 invånare. Den administrativa huvudorten (county seat) är Hodgenville. I countyt finns Abraham Lincolns födelseplats som då ingick i Hardin County. Både Hodgenville och LaRue County har grundats efter att Lincoln flyttade från Kentucky.

## Geografi
Enligt United States Census Bureau så har countyt en total area på 683 km². 682 km² av den arean är land och 1 km² är vatten. 

### Angränsande countyn

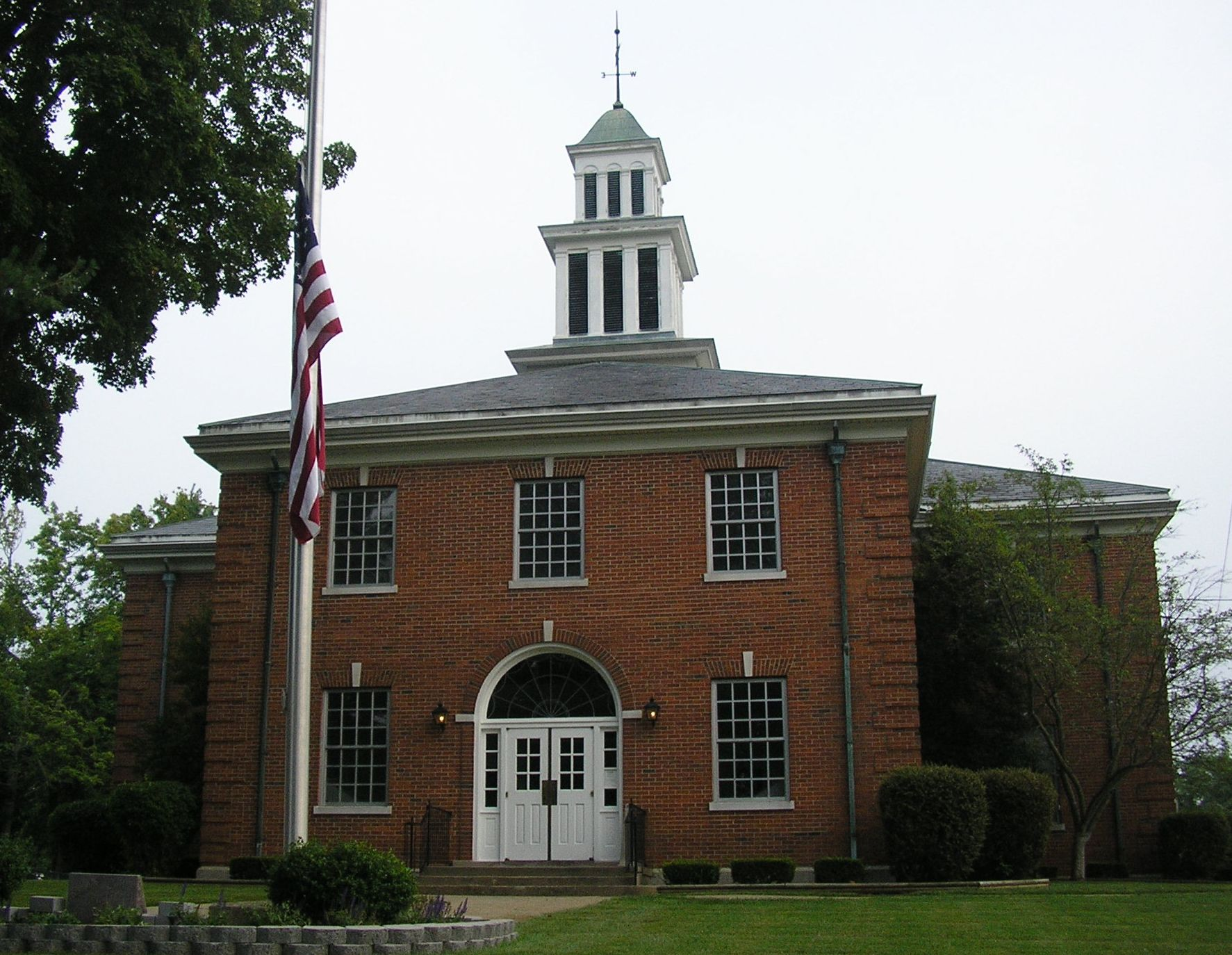
LaRue County courthouse i Hodgenville.

- Nelson County - nordost
- Marion County - öst
- Taylor County - sydost
- Green County - syd
- Hart County - sydväst
- Hardin County - nordväst